# Bruno Génésio
Bruno Génésio (Lyon, Francia, 1 de septiembre de 1966) es un exfutbolista y entrenador de fútbol francés. Actualmente dirige al Lille OSC de la Ligue 1.

## Carrera como jugador
En su etapa como futbolista, Génésio ocupaba la demarcación de centrocampista. Desarrolló la gran mayoría de su carrera en el Olympique de Lyon, el equipo de su ciudad, con el cual debutó a nivel profesional en 1985 y logró ascender a la Division 1 en 1989. Posteriormente, jugó cedido una temporada en el OGC Niza, con el cual también fue campeón de la Division 2. Regresó a Lyon y finalmente se retiró en las filas del FC Martigues en 1996.

## Carrera como entrenador

#### Inicios
Como entrenador, se inició en las categorías inferiores del FC L'Arbresle en 1997. Posteriormente, dirigió al FC Villefranche entre abril de 1999 y febrero de 2001. También ocupó el banquillo del Besançon RC durante cinco años (2001-2006), cuatro como asistente y el último como primer entrenador.

#### Olympique de Lyon
En 2007, se integró en el cuerpo técnico del Olympique de Lyon. En la temporada 2009-2010, dirigió al equipo reserva del club, que jugaba en el Championnat de France Amateurs.
En 2011 pasó a ser asistente, primero de Rémi Garde (con el que ganó una Copa de Francia) y luego de Hubert Fournier. Cuando este último fue despedido en diciembre de 2015, Génésio fue nombrado como su sustituto hasta final de temporada. El nuevo técnico se hizo cargo del equipo al término de la primera vuelta de la Ligue 1, cuando ocupaba la 9.ª posición; con el objetivo de luchar por la tercera plaza, meta que parecía factible cuando logró tres victorias consecutivas entre la 23.ª y la 26.ª jornada. Aunque el OL fue eliminado tanto de la Copa de la Liga (2-1 en cuartos de final) como de la Copa de Francia (3-0 en octavos de final) por el París Saint-Germain, se tomó la revancha en la 28.ª jornada de la Ligue 1, cuando se convirtió en el primer equipo del país que derrota al conjunto parisino en casi un año y se situó en el 3.er puesto de la tabla. El 7 de mayo de 2016, en la penúltima jornada del campeonato, el Olympique de Lyon goleó (6-1) al AS Mónaco, su rival directo por la 2.ª posición, y obtuvo el subcampeonato de la Ligue 1 2015-16. Tras esta buena temporada, renovó su contrato con el club por tres años más.
Su primera temporada completa como primer entrenador del Olympique de Lyon comenzó de forma irregular, perdiendo la Supercopa de Francia y alternando victorias con derrotas en la Ligue 1 2016-17. Si bien el OL no pudo superar la fase de grupos de la Liga de Campeones, siendo repescado para la Liga Europa; en la Ligue 1 mejoró sus números y terminó la primera vuelta asentado en la 4.ª posición. En la Liga Europa, los pupilos de Génésio fueron eliminados por el Ajax de Ámsterdam en semifinales; mientras que conservaron la 4.ª plaza hasta el final de la Ligue 1.
En la temporada 2017-18, el Olympique de Lyon logró 19 puntos en las 10 primeras jornadas de la Ligue 1, su mejor arranque en dicha competición en los 5 últimos años, finalizando la primera vuelta del torneo en 3.ª posición. El equipo francés fue eliminado por el Montpellier en octavos de final de la Copa de la Liga, por el SM Caen en cuartos de final de la Copa de Francia y por el CSKA Moscú en octavos de final de la Liga Europa. Finalmente, el OL sumó 78 puntos y obtuvo el 3.er puesto en la Ligue 1, clasificándose para la siguiente edición de la Liga de Campeones.
En su regreso a la Liga de Campeones, el Olympique de Lyon llegó a octavos de final, donde fue eliminado por el FC Barcelona (5-1); y en la Copa de Francia, cayó en semifinales ante el Stade Rennais (2-3). El 13 de abril de 2019, tras sumar 3 derrotas consecutivas, Génésio anunció que no iba a continuar en el banquillo a la próxima temporada. Se despidió del club asegurando la 3.ª posición en la Ligue 1.

#### Beijing Sinobo Guoan
El 31 de julio de 2019, firmó por el Beijing Sinobo Guoan hasta final de temporada. Logró llevar al equipo de Pekín al subcampeonato de la Super Liga China, y renovó su contrato con el club por un año más. El 6 de enero de 2021, tras conseguir la 3.ª posición en la Super Liga China y ser eliminado en cuartos de final de la Liga de Campeones de la AFC, fue reemplazado por Slaven Bilić.

#### Stade Rennais
El 4 de marzo de 2021, se incorporó al Stade Rennais. Tomó el mando del equipo bretón cuando era el 10.º clasificado tras 28 jornadas de la Ligue 1 y lo llevó al 6.º puesto al término del torneo, clasificándose para la Liga Conferencia de Europa.
Al año siguiente, en su primera temporada completa en el banquillo del Roazhon Park, dirigió a sus pupilos hasta la 4.ª posición en la Ligue 1, por lo que obtuvo la clasificación para la próxima edición de la Liga Europa. Además, a título individual, recibió el premio de mejor entrenador de la Ligue 1.
El 1 de julio de 2022, firmó un nuevo contrato en virtud del cual quedaba vinculado al club hasta 2025. El 15 de enero de 2023, el Stade Rennais derrotó al París Saint-Germain y terminó la primera vuelta de la Ligue 1 como 5.º clasificado. Personalmente, Génésio se convirtió en el técnico que más veces había derrotado al equipo parisino en la "era Qatar Sports Investment" (desde 2011), con 5 victorias en 11 enfrentamientos en este período. Finalmente, volvió a llevar al equipo francés al 4.º puesto en la Ligue 1, mejorando el récord de puntos establecido el año anterior, por lo que se clasificó nuevamente para la Liga Europa.
El 19 de noviembre de 2023, tras una mala racha de resultados, se confirmó su marcha del club "de mutuo acuerdo".

#### Lille OSC
El 5 de junio de 2024, fue oficializado como entrenador del Lille OSC, firmando un contrato por dos años. El equipo francés terminó la primera vuelta de la Ligue 1 como 5º clasificado, y se clasificó para los octavos de final de la Liga de Campeones al terminar en 7ª posición la fase de liga de dicha competición. Asimismo, también estableció un nuevo récord en la historia del club al sumar 21 partidos oficiales consecutivos sin perder entre septiembre de 2024 y enero de 2025. El Lille fue eliminado en octavos de final de la Copa de Francia por el USL Dunkerque en la tanda de penaltis y en la misma ronda de la Liga de Campeones ante el Borussia Dortmund por un resultado global de 3-2. Finalmente, concluyó la Ligue 1 en la 5ª posición de la tabla, clasificándose para la siguiente edición de la Liga Europa.
Su segunda temporada en el club comenzó marcada por la recomposición de la plantilla, ya que se quedó sin algunos de sus mejores futbolistas, como Jonathan David o Lucas Chevalier.

## Clubes y estadísticas

### Como jugador
| Club              | País    | Año       | Partidos | Goles |
| ----------------- | ------- | --------- | -------- | ----- |
| Olympique de Lyon | Francia | 1985-1993 | 170      | 11    |
| OGC Niza (Cedido) | Francia | 1993-1994 | 34       | 2     |
| Olympique de Lyon | Francia | 1994-1995 | 1        | 1     |
| FC Martigues      | Francia | 1995-1996 | 28       | 1     |

### Como entrenador
| Equipo                    | Div.                | Temporada           | Liga  | Liga | Liga | Liga | Liga |       | Copa | Copa | Copa | Copa  |    | Internacional | Internacional | Internacional | Internacional | Internacional |   | Otros | Otros | Otros | Otros |     | Totales     | Totales | Totales | Totales | Totales | Totales | Totales | Totales |
| Equipo                    | Div.                | Temporada           | Part. | G    | E    | P    | Pos. | Part. | G    | E    | P    | Part. | G  | E             | P             | Pos.          | Part.         | G             | E | P     | Part. | G     | E     | P   | Rendimiento | GF      | GC      | Dif.    |         |         |         |         |
| ------------------------- | ------------------- | ------------------- | ----- | ---- | ---- | ---- | ---- | ----- | ---- | ---- | ---- | ----- | -- | ------------- | ------------- | ------------- | ------------- | ------------- | - | ----- | ----- | ----- | ----- | --- | ----------- | ------- | ------- | ------- | ------- | ------- | ------- | ------- |
| Olympique de Lyon Francia | 1.ª                 | 2015-16             | 19    | 12   | 3    | 4    | 2.º  | 4     | 2    | 0    | 2    | -     | -  | -             | -             | -             | -             | -             | - | -     | 23    | 14    | 3     | 6   | 65.22%      | 54      | 25      | +29     |         |         |         |         |
| Olympique de Lyon Francia | 1.ª                 | 2016-17             | 38    | 21   | 4    | 13   | 4.º  | 3     | 1    | 1    | 1    | 14    | 7  | 2             | 5             | 1/2           | 1             | 0             | 0 | 1     | 56    | 29    | 7     | 20  | 55.96%      | 117     | 73      | +44     |         |         |         |         |
| Olympique de Lyon Francia | 1.ª                 | 2017-18             | 38    | 23   | 9    | 6    | 3.º  | 5     | 3    | 0    | 2    | 10    | 6  | 2             | 2             | 1/8           | -             | -             | - | -     | 53    | 32    | 11    | 10  | 67.3%       | 114     | 61      | +53     |         |         |         |         |
| Olympique de Lyon Francia | 1.ª                 | 2018-19             | 38    | 21   | 9    | 8    | 3.º  | 7     | 5    | 0    | 2    | 8     | 1  | 6             | 1             | 1/8           | -             | -             | - | -     | 53    | 27    | 15    | 11  | 60.37%      | 98      | 72      | +26     |         |         |         |         |
| Olympique de Lyon Francia | Total               | Total               | 133   | 77   | 25   | 31   | -    | 19    | 11   | 1    | 7    | 32    | 14 | 10            | 8             | -             | 1             | 0             | 0 | 1     | 185   | 102   | 36    | 47  | 61.63%      | 383     | 231     | +152    |         |         |         |         |
| Beijing Guoan China       | 1.ª                 | 2019                | 10    | 7    | 1    | 2    | 2.º  | -     | -    | -    | -    | -     | -  | -             | -             | -             | -             | -             | - | -     | 10    | 7     | 1     | 2   | 73.33%      | 21      | 11      | +10     |         |         |         |         |
| Beijing Guoan China       | 1.ª                 | 2020                | 20    | 10   | 7    | 3    | 3.º  | 3     | 2    | 0    | 1    | 8     | 6  | 1             | 1             | 1/4           | -             | -             | - | -     | 31    | 18    | 8     | 5   | 66.66%      | 60      | 37      | +23     |         |         |         |         |
| Beijing Guoan China       | Total               | Total               | 30    | 17   | 8    | 5    | -    | 3     | 2    | 0    | 1    | 8     | 6  | 1             | 1             | -             | -             | -             | - | -     | 41    | 25    | 9     | 7   | 68.3%       | 81      | 48      | +33     |         |         |         |         |
| Stade Rennais Francia     | 1.ª                 | 2020-21             | 11    | 6    | 2    | 3    | 6.º  | -     | -    | -    | -    | -     | -  | -             | -             | -             | -             | -             | - | -     | 11    | 6     | 2     | 3   | 60.61%      | 19      | 9       | +10     |         |         |         |         |
| Stade Rennais Francia     | 1.ª                 | 2021-22             | 38    | 20   | 6    | 12   | 4.º  | 2     | 1    | 1    | 0    | 10    | 7  | 2             | 1             | 1/8           | -             | -             | - | -     | 50    | 28    | 9     | 13  | 62%         | 104     | 52      | +52     |         |         |         |         |
| Stade Rennais Francia     | 1.ª                 | 2022-23             | 38    | 21   | 5    | 12   | 4.º  | 2     | 1    | 0    | 1    | 8     | 4  | 3             | 1             | 1/16          | -             | -             | - | -     | 48    | 26    | 8     | 14  | 59.73%      | 85      | 52      | +33     |         |         |         |         |
| Stade Rennais Francia     | 1.ª                 | 2023-24             | 12    | 2    | 6    | 4    | Inc. | -     | -    | -    | -    | 4     | 3  | 0             | 1             | Inc.          | -             | -             | - | -     | 16    | 5     | 6     | 5   | 43.75%      | 24      | 19      | +5      |         |         |         |         |
| Stade Rennais Francia     | Total               | Total               | 99    | 49   | 19   | 31   | -    | 4     | 2    | 1    | 1    | 22    | 14 | 5             | 3             | -             | -             | -             | - | -     | 125   | 65    | 25    | 35  | 58.67%      | 232     | 132     | +100    |         |         |         |         |
| Lille OSC Francia         | 1.ª                 | 2024-25             | 34    | 17   | 9    | 8    | 5.º  | 3     | 1    | 2    | 0    | 14    | 7  | 3             | 4             | 1/8           | -             | -             | - | -     | 51    | 25    | 14    | 12  | 58.17%      | 80      | 55      | +25     |         |         |         |         |
| Lille OSC Francia         | 1.ª                 | 2025-26             | 1     | 0    | 1    | 0    | -    | 0     | 0    | 0    | 0    | 0     | 0  | 0             | 0             | -             | -             | -             | - | -     | 1     | 0     | 1     | 0   | 33.33%      | 3       | 3       | +0      |         |         |         |         |
| Lille OSC Francia         | Total               | Total               | 35    | 17   | 10   | 8    | -    | 3     | 1    | 2    | 0    | 14    | 7  | 3             | 4             | -             | -             | -             | - | -     | 52    | 25    | 15    | 12  | 57.7%       | 83      | 58      | +25     |         |         |         |         |
| Total en su carrera       | Total en su carrera | Total en su carrera | 297   | 160  | 62   | 75   | -    | 29    | 16   | 4    | 9    | 76    | 41 | 19            | 16            | -             | 1             | 0             | 0 | 1     | 403   | 217   | 85    | 101 | 60.88%      | 779     | 469     | +310    |         |         |         |         |
| 1. 2. 3.                  |                     |                     |       |      |      |      |      |       |      |      |      |       |    |               |               |               |               |               |   |       |       |       |       |     |             |         |         |         |         |         |         |         |

#### Resumen por competiciones
| Competición                        | Partidos | Ganados | Empatados | Perdidos | %      | Resultado        |
| ---------------------------------- | -------- | ------- | --------- | -------- | ------ | ---------------- |
| Ligue 1                            | 267      | 143     | 54        | 70       | 60.3%  | Subcampeón       |
| Copa de Francia                    | 21       | 13      | 3         | 5        | 66.66% | Semifinales      |
| Copa de la Liga de Francia         | 5        | 1       | 1         | 3        | 26.67% | Cuartos de final |
| Supercopa de Francia               | 1        | 0       | 0         | 1        | 0%     | Subcampeón       |
| Superliga de China                 | 30       | 17      | 8         | 5        | 65.56% | Subcampeón       |
| Copa de China                      | 3        | 2       | 0         | 1        | 66.67% | Cuartos de final |
| Liga de Campeones de la UEFA       | 28       | 10      | 11        | 7        | 48.81% | Octavos de final |
| Liga Europea de la UEFA            | 30       | 18      | 5         | 7        | 65.56% | Semifinales      |
| Liga Europa Conferencia de la UEFA | 10       | 7       | 2         | 1        | 76.67% | Octavos de final |
| Liga de Campeones de la AFC        | 8        | 6       | 1         | 1        | 79.17% | Cuartos de final |
| TOTAL                              | 403      | 217     | 85        | 101      | 60.88% | Sin Títulos      |

## Palmarés

### Distinciones individuales
| Distinción                     | Año  |
| ------------------------------ | ---- |
| Mejor entrenador de la Ligue 1 | 2022 |